# NGC 4504
NGC 4504 este o galaxie spirală situată în constelația Fecioara. A fost descoperită în 20 martie 1789 de către William Herschel. Se află la o distanță de 17,06 megaparseci de Pământ.